# English Premier Ice Hockey League 1998/99
Die Saison 1998/99 war die erste Austragung der English Premier Ice Hockey League. Diese entstand durch Aufsplittung der English League in eine höherklassige Premier Division und eine Division I. Die Premier Division übernahm den Status der dritten Ligaebene nach Ice Hockey Superleague und British National League.

## Modus und Teilnehmer
Es wurden zwei Runden, jeweils mit Hin- und Rückspiel gespielt. Für einen Sieg – auch nach Verlängerung oder Penaltyschießen – wurden zwei Punkte vergeben, für ein Unentschieden gab es einen Punkt. Das Teilnehmerfeld setzte sich ausschließlich aus englischen Mannschaften zusammen.

## Hauptrunde
| Platz | Mannschaft            | Spiele | S  | U | N  | Tore    | Punkte |
| ----- | --------------------- | ------ | -- | - | -- | ------- | ------ |
| 1     | Solihull Barons       | 32     | 25 | 2 | 5  | 294:120 | 52     |
| 2     | Milton Keynes Kings   | 32     | 23 | 2 | 7  | 220:117 | 48     |
| 3     | Blackburn Hawks 1     | 32     | 19 | 2 | 11 | 220:206 | 40     |
| 4     | Chelmsford Chieftains | 32     | 14 | 4 | 14 | 195:181 | 32     |
| 5     | Invicta Dynamos       | 32     | 15 | 2 | 15 | 190:164 | 32     |
| 6     | Swindon Wildcats      | 32     | 14 | 1 | 17 | 162:170 | 29     |
| 7     | Wightlink Raiders     | 32     | 12 | 4 | 16 | 187:187 | 28     |
| 8     | Romford Raiders       | 32     | 12 | 3 | 17 | 155:168 | 27     |
| 9     | Oxford City Stars     | 32     | 0  | 0 | 32 | 100:410 | 0      |

Legende: S–Siege, U–Unentschieden, N–Niederlage

## Play-offs
Gruppe A
Gruppe B

## Finale
Das Finale wurde mit Hin- und Rückspiel am 17. und 18. April 1999 ausgetragen.